# 최윤석 (연출가)
최윤석은 대한민국의 텔레비전 드라마 연출감독이다.

## 학력 및 경력
- KBS 프로듀서

## 드라마
- 2015년 KBS2 수목 미니시리즈 《어셈블리》 ... 공동연출
- 2016년 KBS2 단막극 《드라마스페셜 2016 - 즐거운 나의 집》 ... 연출
- 2017년 KBS2 수목 미니시리즈 《김과장》 ... 공동연출
- 2017년 KBS2 단막극 《드라마 스페셜 2017 - 당신은 생각보다 가까이에 있다》 ... 연출
- 2018년 KBS2 수목 미니시리즈 《추리의 여왕 2》 ... 공동연출
- 2020년 KBS2 월화 미니시리즈 《그놈이 그놈이다》 ... 공동연출